# Playa de Antequera
La solitaria playa de Antequera se encuentra en la costa meridional del macizo de Anaga, perteneciente al término municipal de Santa Cruz de Tenerife y situada cerca de Igueste de San Andrés.
Es característica por tener una arena fina y de color dorado de origen volcánico, poco habitual en la isla de Tenerife. Dado que no hay acceso por carretera, y a pie resulta muy complicado, ya que se debe cruzar un gran barranco, se suele acceder a ella en barco desde Santa Cruz o San Andrés, contando la playa con un embarcadero.
Su belleza natural y su difícil acceso hacen de esta playa destino frecuente para los senderistas y aficionados al nudismo.